# Peter Lambert (Rosenzüchter)

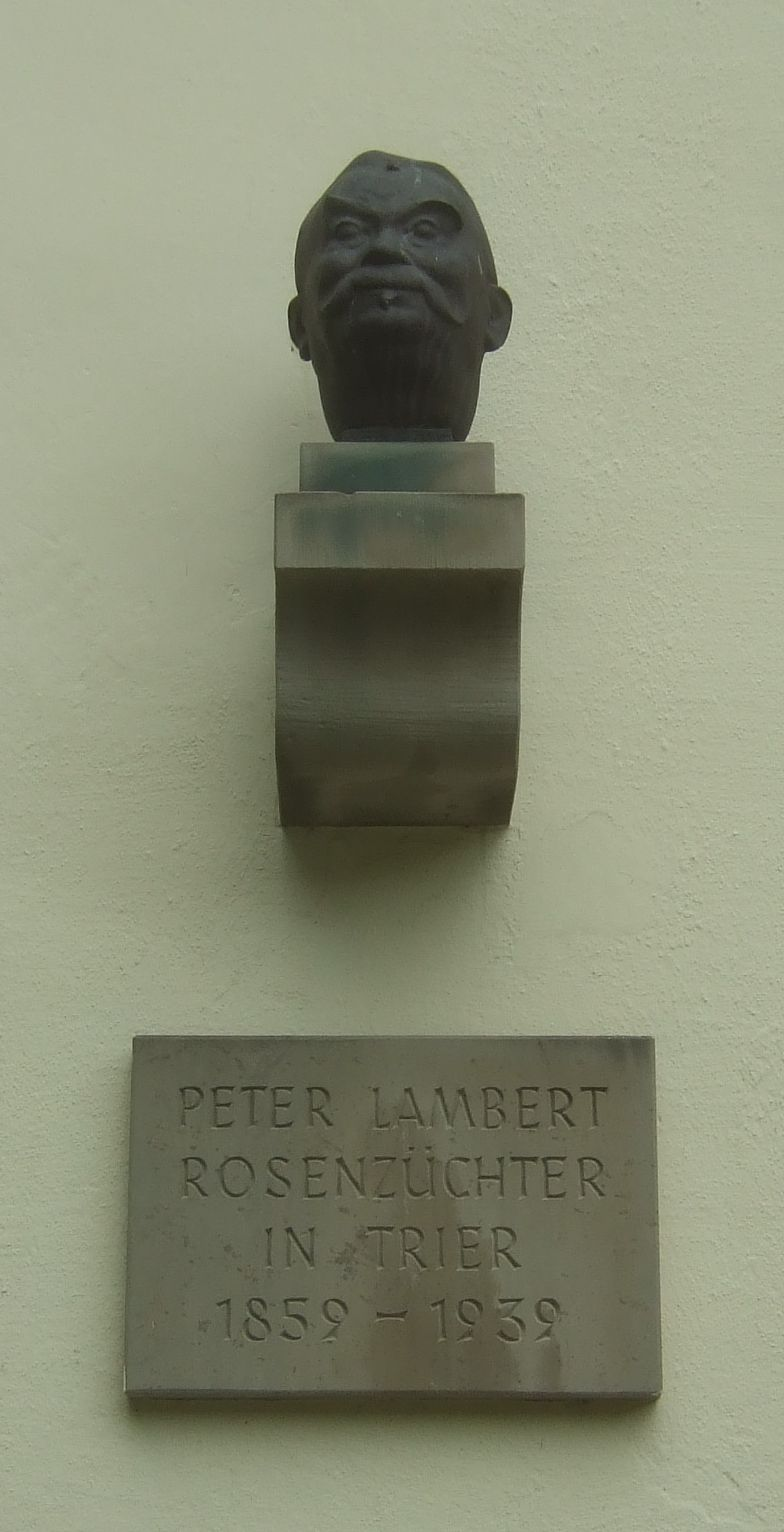
Peter-Lambert-Büste im Nells Park, Trier

Peter Lambert (* 1. Juni 1859 in Trier; † 28. Februar 1939 in Trier) war ein deutscher Rosenzüchter.

## Leben
Als Sohn einer Gärtnerfamilie verbrachte er seine Lehrzeit in der Baum- und Rosenschule „Lambert & Reiter“, später „Lambert & Söhne“. Nach Besuch der Höheren Gärtner-Lehranstalt Potsdam-Wildpark in Deutschland verbrachte er seine Gehilfenjahre in Frankreich und England, um verschiedene Methoden der Rosenkultur kennenzulernen. Er verließ Potsdam als geprüfter königlicher Obergärtner, um in Trier die Rosenzucht im Betrieb seines Vaters zu übernehmen.
1889 stellten „Lambert & Reiter“ seine ersten Züchtungen vor. Die 1890 präsentierte rahmweiße Neuzüchtung wurde zu Ehren der Deutschen Kaiserin ‚Kaiserin Auguste Victoria‘ genannt und wurde international hoch anerkannt.
1891 gründete Peter Lambert seine eigene Baumschule in Trier, wo er zusammen mit seinem Bruder Nikolaus (1861–1941) zeitweise etwa 60 Hektar Anbaufläche bewirtschaftete. Dort züchtete er Rosen wie ‚Eugenie Lamesch‘ (1899), ‚Leonie Lamesch‘ und die öfterblühende 'Trier' (1904). Diese war die erste öfterblühende Strauchrose und begründete eine Rosengruppe, die oft fälschlicherweise als Moschata-Hybride bezeichnet werden, aber auch als Lambertiana-Rosen bekannt sind.
1899 heiratete er Leonie Lamesch, Tochter des bekannten Rosenzüchters Jean-Baptiste Lamesch, welcher im Luxemburger "Rosen"-Stadtviertel Limpertsberg ansässig war. Zur Hochzeit benannte Lambert eine violett-rosa Polyantha-Rose nach seiner Braut.
Peter Lambert regte die Gründung des Rosariums Sangerhausen an. Er war Mitglied der Rosenpreisgerichte in Sankt Petersburg, Paris, Haarlem, London, Lyon und Florenz und Mitbegründer des Vereins Deutscher Rosenfreunde (VDR) – heute Gesellschaft Deutscher Rosenfreunde e. V. (GRF). Er war seit 1891 auch Geschäftsführer der Rosen-Zeitung.
Peter Lambert und die Firma J. Lambert & Söhne erhielten auf der Weltausstellung Brüssel 1910 den Grand Prix.
Vor dem Drachenhaus in Trier wurde zu Ehren von Peter Lambert 1933/34 von Gartenbaudirektor Gottfried Rettig ein 8000 m² großer Rosengarten angelegt. Dieser wurde mit Anlage des Rosengartens in Nells Ländchen ab 1956 sukzessive aufgegeben. Seit 1938 ist die Peter-Lambert-Straße in Trier nach ihm benannt.

## Galerie

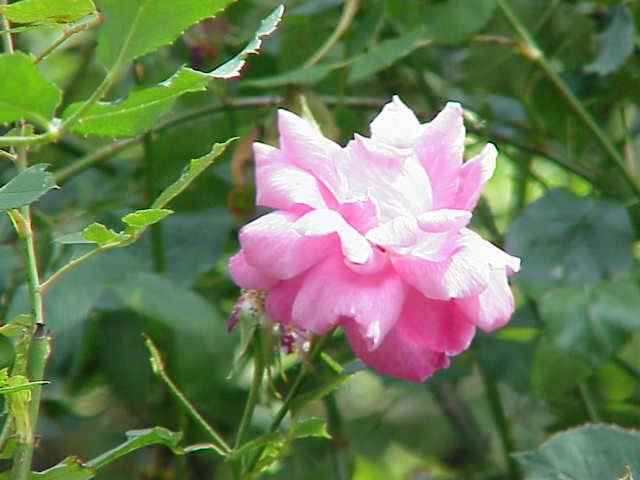
‚Adam Messerich‘
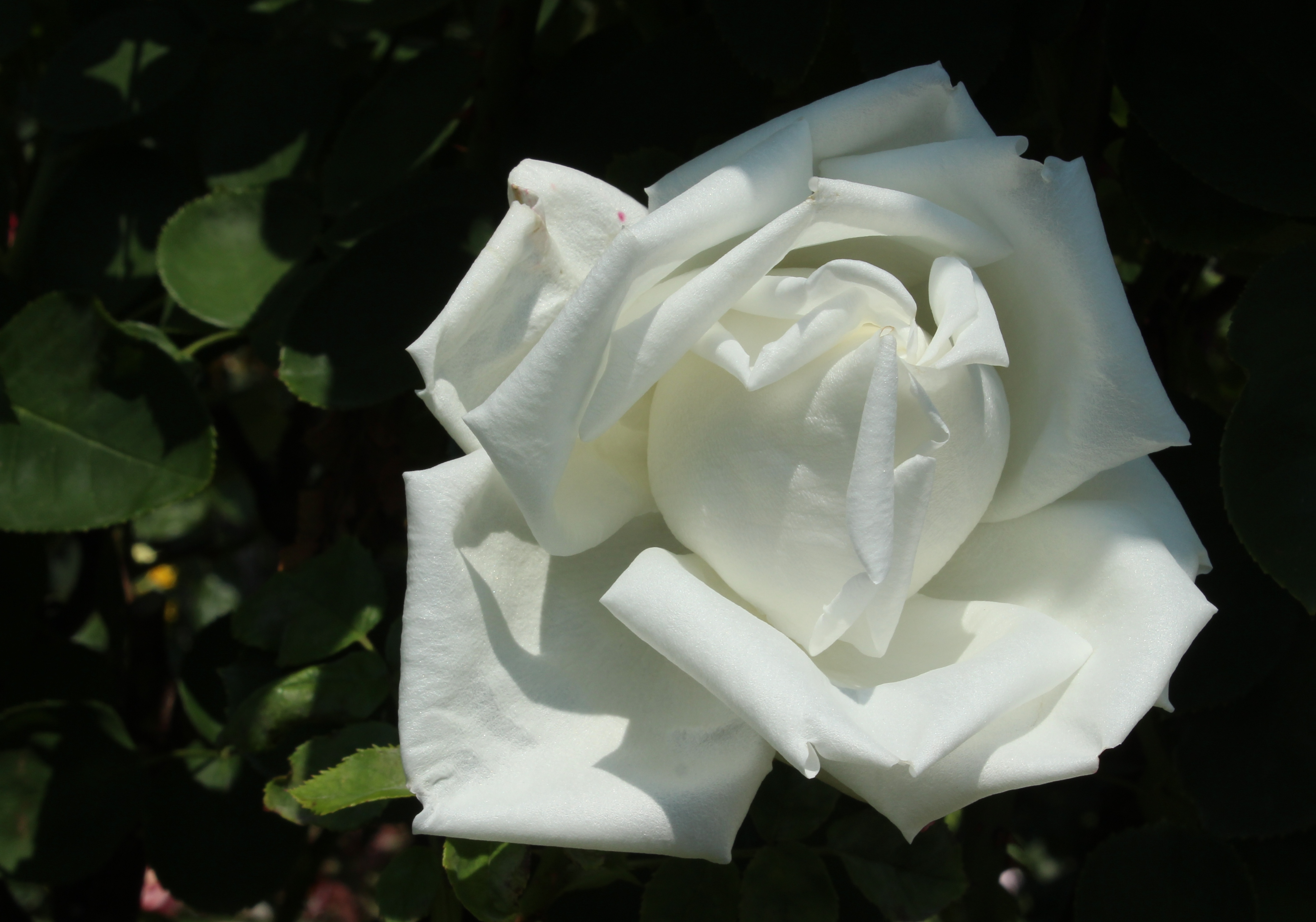
‚Frau Karl Druschki‘
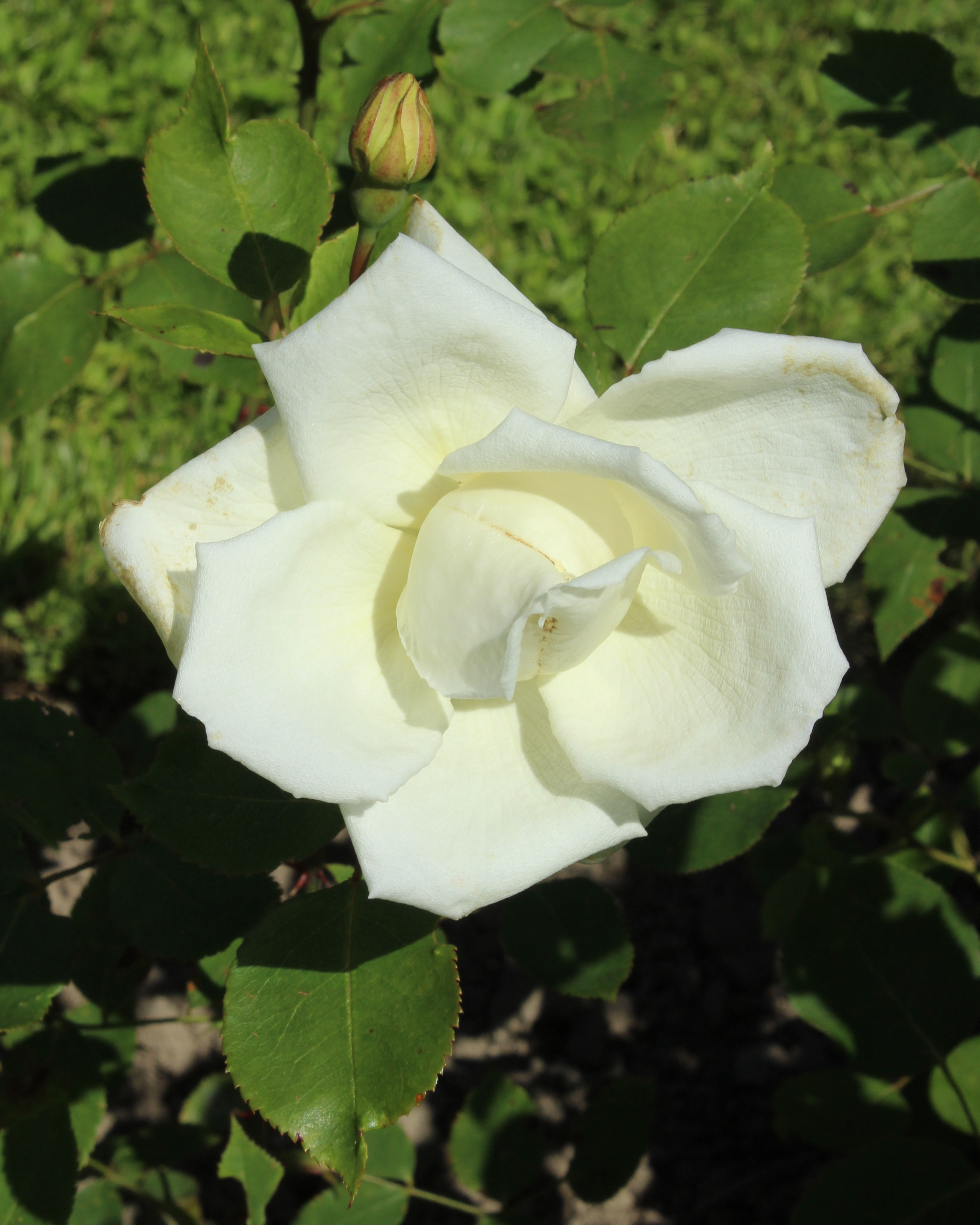
‚Kaiserin Auguste Viktoria‘
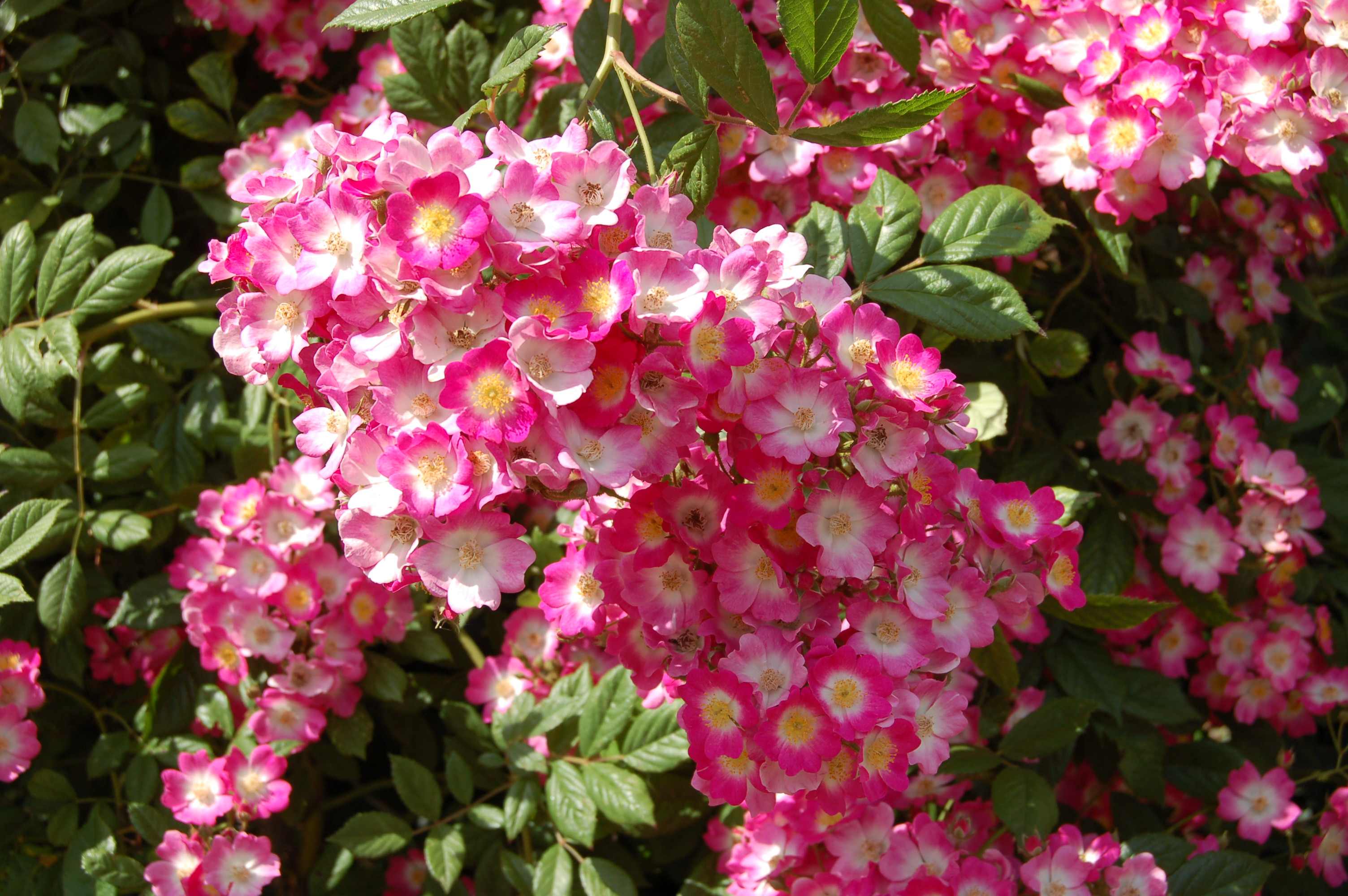
‚Mozart‘
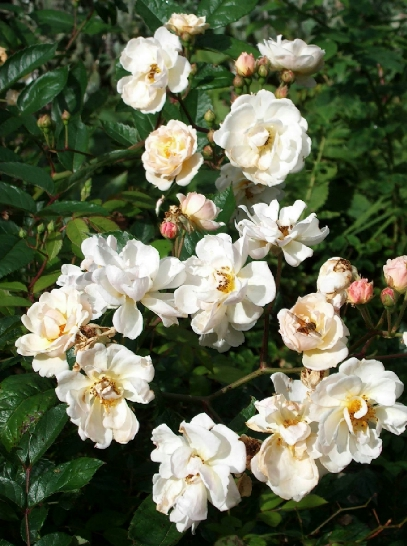
‚Trier‘